# 도요시나역
도요시나역(일본어: 豊科駅)은 일본 나가노현 아즈미노시에 위치한 동일본 여객철도 오이토 선의 철도역이다. 역 번호는 34번이며, 섬식 승강장 1면 2선의 구조를 갖춘 지상역이다.

## 타는 곳
| 1 | ■ 오이토 선 | 상행 | 마쓰모토 방면                             |
| 2 | ■ 오이토 선 | 하행 | 시나노오마치 · 하쿠바 · 미나미오타리 방면 |

## 이용 현황
| 승차 인원 추이 | 승차 인원 추이 |
| 연도           | 1일 평균       |
| -------------- | -------------- |
| 2000           | 1,304          |
| 2001           | 1,257          |
| 2002           | 1,222          |
| 2003           | 1,194          |
| 2004           | 1,180          |
| 2005           | 1,129          |
| 2006           | 1,137          |
| 2007           | 1,123          |
| 2008           | 1,093          |
| 2009           | 1,029          |
| 2010           | 1,103          |
| 2011           | 1,089          |
| 2012           | 1,046          |
| 2013           | 1,006          |
| 2014           | 914            |
| 2015           | 940            |

## 역 주변
- 국도 제147호선
- 나가노 자동차도 아즈미노 나들목
- 아즈미노 시청 본청
- 아즈미노 시 도요시나 종합 청사
- 아즈미노 시 호리가네 종합 청사
- 아즈미노 시 도요시나 향토 박물관 · 근대 미술관
- 아즈미노 적십자 병원

## 인접 역
| 동일본 여객철도 오이토 선       | 동일본 여객철도 오이토 선 | 동일본 여객철도 오이토 선                  |
| ------------------------------- | ------------------------- | ------------------------------------------ |
| 35 미나미토요시나 마쓰모토 방면 | ■ 오이토 선               | 하쿠야초 33 미나미오타리 · 이토이가와 방면 |